# Broadcatch
Als Broadcatch bzw. Rundfang bezeichnet man eine mögliche Entwicklungsform zukünftiger Medien, die am MIT Media Lab des MIT Mitte der 1990er Jahre erforscht wurde. Der Begriff ist ein Wortspiel mit Broadcasting (engl. Rundfunk).
Im Gegensatz zu der Distribution von Inhalten über einen Verteilmodus wie Rundfunk oder Verteilnetze (z. B. Kabelnetz; vgl. auch Push-Prinzip) kann der Benutzer beim Broadcatch nicht nur die Quelle (also beispielsweise einen Fernsehsender), sondern auch den Inhalt selbst auswählen. Die Inhalte werden dabei nicht gesendet, sondern aktiv gesucht (vgl. Pull-Prinzip); der Grad der Interaktivität des Mediums nimmt dabei zu. Broadcatch bildet somit – zumindest theoretisch – auch eine qualitative Erweiterung gegenüber dem Narrowcasting. Konkrete Auswirkungen auf die Medienwelt hatten die MIT-Konzepte aus den 1990er Jahren bisher allerdings nicht.

## Broadcatching
Ende 2003 tauchte der Begriff des Broadcatching in einer leicht variierten Form wieder in der öffentlichen Diskussion auf; Broadcatching meint auch hier eine Form der Verteilung von Inhalten, der Prozess ist dabei allerdings verteilt (vgl. P2P) und basiert technisch auf einer Kombination von RSS (Rich Site Summary, vgl. auch Blog) und BitTorrent.